# أستريد كلاين
أستريد كلاين (بالألمانية: Astrid Klein)‏ هي مصورة ورسامة ألمانية، ولدت في 1951 في كولونيا في ألمانيا.

## وصلات خارجية
- أستريد كلاين على موقع مونزينجر (الألمانية)